# Ядерний реактор

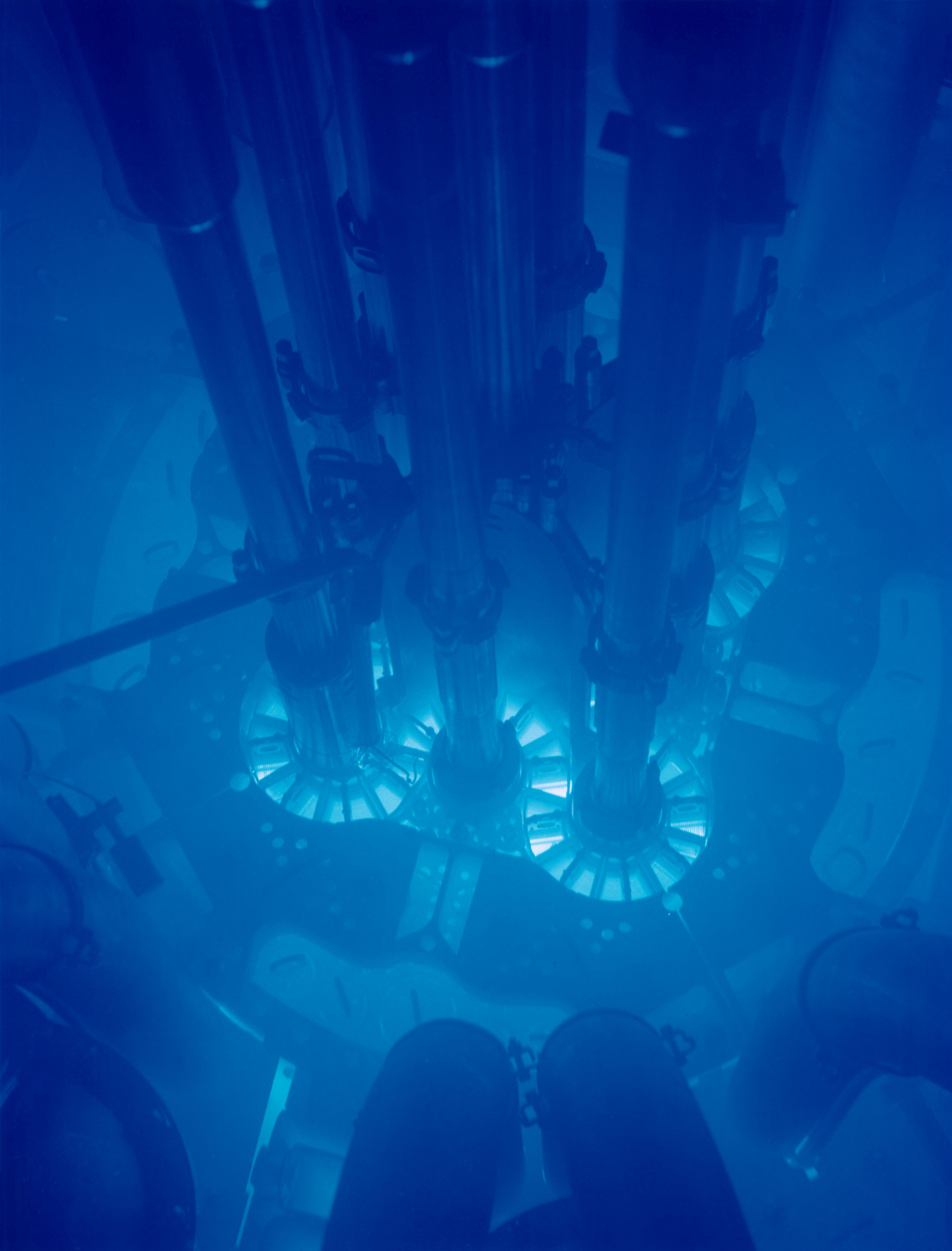
Активна зона дослідного реактора. Добре видно блакитне світло — випромінювання Вавилова — Черенкова.

Я́дерний реа́ктор — пристрій, призначений для організації керованої самопідтримуваної ланцюгової реакції поділу, яка завжди супроводжується виділенням енергії.
Перший ядерний реактор збудували і запустили в грудні 1942 року в США під керівництвом Енріко Фермі.
Першим реактором, побудованим за межами США, став ZEEP, запущений в Канаді 5 вересня 1945 року. В Європі першим ядерним реактором стала установка Ф-1, яка запрацювала 25 грудня 1946 року в Москві під керівництвом Ігоря Курчатова. До 1978 року в світі працювало вже близько сотні ядерних реакторів різних типів.

## Історія
Теоретичну групу «Урановий проєкт» нацистської Німеччини, що працювала в Товаристві кайзера Вільгельма, очолював Вайцзеккер, але лише формально. Фактичним лідером став Гейзенберг, що розробляє теоретичні основи ланцюгової реакції, Вайцзеккер з групою учасників зосередився на створенні «уранової машини» — першого реактора. Пізньою весною 1940 року один з учених групи — Гартек — провів перше дослідження зі спробою створення ланцюгової реакції, використовуючи оксид урану і твердий графітовий сповільнювач. Однак наявного подільного матеріалу не вистачило для досягнення цієї мети. 1941 року в Лейпцизькому університеті учасник групи Гейзенберга Депель побудував стенд з важководним сповільнювачем, в експериментах на якому до травня 1942 року вдалося досягти виробництва нейтронів у кількості, що перевищує їх поглинання. Повноцінної ланцюгової реакції німецьким вченим вдалося досягти в лютому 1945 року в експерименті, проведеному в гірничій виробці поблизу Гайгерлоха. Однак через кілька тижнів ядерна програма Німеччини припинила існування.

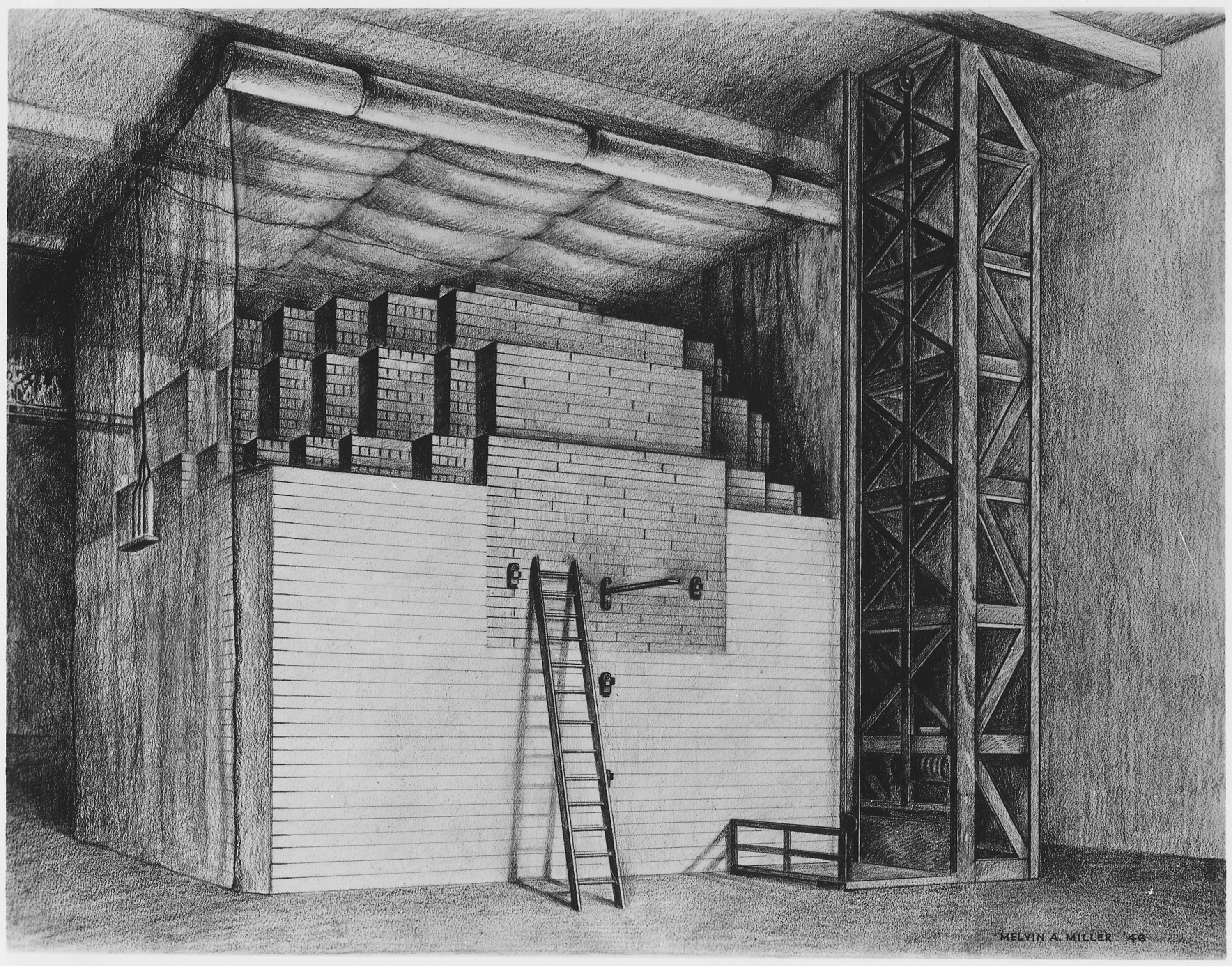
Чиказька уранова збірка — перший ядерний реактор, таємно побудований в Чиказькому університеті 1942 року під час Другої світової війни в рамках американського Мангеттенського проєкту.

Ланцюгову реакцію поділу ядер (коротко — ланцюгову реакцію) вперше здійснили в грудні 1942 року. Група фізиків Чиказького університету, очолювана Енріко Фермі, створила перший у світі ядерний реактор, названий «Чиказькою дровітнею» (Chicago Pile-1, CP-1). Він складався з графітових блоків, між якими були розташовані шари з природного урану і його діоксиду. Швидкі нейтрони, що з'являються внаслідок поділу ядер 235U, сповільнювалися графітом до теплових енергій, а потім викликали нові ділення ядер. Реактори, подібні до СР-1, в яких основна частка поділів відбувається під дією теплових нейтронів, називають реакторами на теплових нейтронах. До їхнього складу входить дуже багато сповільнювача у порівнянні з ядерним паливом.
В СРСР група фізиків і інженерів під керівництвом академіка Ігоря Курчатова провела теоретичні та експериментальні дослідження особливостей пуску, роботи та контролю реакторів. Перший радянський реактор Ф-1 побудували в Лабораторії № 2 АН СРСР (Москва). 25 грудня 1946 року цей реактор виведено в критичний стан. Реактор Ф-1 був набраний з графітових блоків і мав форму кулі діаметром приблизно 7,5 м. У центральній частині кулі діаметром 6 м по отворах у графітових блоках розміщені уранові стрижні. Реактор Ф-1, як і реактор CP-1, не мав системи охолодження, тому працював на дуже малих рівнях потужності. Підсумки досліджень на реакторі Ф-1 стали основою проєктів складніших за конструкцією промислових реакторів. 1948 року введено в дію реактор И-1 (за іншими даними він називався А-1) з виробництва плутонію, а 27 червня 1954 року вступила в дію перша у світі під'єднана до електромережі атомна електростанція з електричною потужністю 5 МВт в місті Обнінську.

## Конструкція і принцип роботи

### Механізм енерговиділення
Перетворення речовини супроводжується виділенням вільної енергії лише в тому разі, якщо речовина має запас енергій. Це означає, що мікрочастинки речовини перебувають у стані з енергією спокою більшою, ніж в іншому можливому, перехід до якого існує. На перешкоді мимовільному переходу завжди стоїть енергетичний бар'єр, для подолання якого мікрочастинка повинна отримати ззовні якусь кількість енергії — енергії збудження. Екзоенергетична реакція полягає в тому, що в наступному за збудженням перетворенні виділяється енергії більше, ніж потрібно для запуску процесу. Існують два способи подолання енергетичного бар'єра: або за рахунок кінетичної енергії частинок, що стикаються, або за рахунок енергії зв'язку частинки, що приєднується.
Якщо мати на увазі макроскопічні масштаби енерговиділення, то необхідну для запуску реакцій кінетичну енергію повинні мати всі або спочатку хоча б деяка частка частинок речовини. Цього можна досягти лише підвищивши температуру середовища до величини, за якої енергія теплового руху наближається до величини енергетичного порогу, що обмежує перебіг процесу. У випадку молекулярних перетворень, тобто хімічних реакцій, таке підвищення зазвичай становить сотні кельвінів, у разі ж ядерних реакцій — це мінімум 107 K через дуже велику висоту кулонівських бар'єрів ядер, що стикаються. Теплове збудження ядерних реакцій здійснено на практиці тільки при синтезі найлегших ядер, у яких кулонівські бар'єри мінімальні (термоядерний синтез).
Збудження частинками, що приєднуються, не вимагає великої кінетичної енергії, і, отже, не залежить від температури середовища, оскільки відбувається за рахунок невикористаних зв'язків, властивих частинкам сил притягання. Але зате для збудження реакцій необхідні самі частинки. І якщо знову мати на увазі не окремий акт реакції, а отримання енергії в макроскопічних масштабах, то це можливо лише при виникненні ланцюгової реакції. Остання ж виникає, коли частинки, що збуджують реакцію, знову з'являються, як продукти екзоенергетичної реакції.

### Конструкція
Будь-який ядерний реактор складається з таких частин:
- Активна зона з ядерним паливом і сповільнювачем;
- Відбивач нейтронів, що оточує активну зону;
- теплоносій;
- Система регулювання ланцюгової реакції, в тому числі аварійний захист;
- Радіаційний захист;
- Система дистанційного керування.

### Фізичні принципи роботи
Див. Також основні статті:
- Коефіцієнт розмноження нейтронів
- Реактивність ядерного реактора

Поточний стан ядерного реактора можна схарактеризувати ефективним коефіцієнтом розмноження нейтронів k або реактивністю ρ, які пов'язані таким співвідношенням:
{\displaystyle \rho ={{k-1} \over k}}
Для цих величин характерні такі значення:
- k > 1 — ланцюгова реакція наростає в часі, реактор перебуває в надкритичному стані, його реактивність ρ > 0;
- k < 1 — реакція згасає, реактор — підкритичний, ρ < 0;
- k = 1, ρ = 0 — число поділів ядер постійне, реактор перебуває в стабільному критичному стані.

Умова критичності ядерного реактора:
{\displaystyle k=k_{0}w=1},де
- {\displaystyle w} є частка повного числа нейтронів, що утворюються в реакторі, поглинених в активній зоні реактора, або ймовірність, що нейтрон не покине кінцевий об'єм.
- k0 — коефіцієнт розмноження нейтронів в активній зоні нескінченних розмірів.

Коефіцієнт розмноження дорівнює одиниці коли розмноження нейтронів компенсує їх втрати. Причин втрат фактично дві: захоплення без поділу і витік нейтронів за межі середовища, що розмножує.
Здійснення керованої ланцюгової реакції поділу ядра можливе за певних умов. У процесі поділу ядер палива виникають миттєві нейтрони, що утворюються безпосередньо в момент поділу ядра, і запізнілі нейтрони, що випускаються уламками поділу під час їх радіоактивного розпаду. Час життя миттєвих нейтронів дуже малий, тому навіть сучасні системи і засоби управління реактором не можуть підтримувати необхідний коефіцієнт розмноження нейтронів тільки за рахунок миттєвих нейтронів. Час життя запізнілих нейтронів становить від 0,1 до 10 секунд. Завдяки значному часу життя запізнілих нейтронів система управління встигає перемістити стрижні-поглиначі, підтримуючи тим самим необхідний коефіцієнт розмноження нейтронів (реактивність). Відношення числа запізнілих нейтронів, що викликали реакцію поділу в даному поколінні, до всього числа нейтронів, що викликали реакцію поділу в даному поколінні, називається ефективною часткою запізнілих нейтронів — βеф. Таким чином, можливі такі сценарії розвитку ланцюгової реакції поділу:
1. ρ<0, Кеф<1 — реактор підкритичний, інтенсивність реакції зменшується, потужність реактора знижується;
2. ρ=0, Кеф=1 — реактор критичний, інтенсивність реакції і потужність реактора постійні;
3. ρ>0, Кеф>1 —реактор надкритичний, інтенсивність реакції і потужність реактора збільшуються.
В останньому (3) випадку можливі два принципово відмінні один від одного стани надкритичного реактора:
3а. 0<ρ<βеф — якщо реактивність вища нуля, але нижча ефективної частки запізнілих нейтронів — βеф, ланцюгова реакція протікає зі швидкістю, яка визначається часом запізнення нейтронів (тобто реактор підкритичний на миттєвих нейтронах, а необхідна надкритичність досягається за рахунок запізнілих нейтронів, що народжуються). При цьому реакція поділу є керованою;
3б. ρ> βеф — при реактивності реактора, що перевищує ефективну частку запізнілих нейтронів, реактор стає надкритичним на миттєвих нейтронах, потужність ланцюгової реакції поділу починає експоненціально зростати. Час зростання потужності настільки малий, що ніякі системи управління (в тому числі аварійні) не встигають спрацювати, і зростання потужності може обмежуватись тільки фізичними процесами, що протікають в активній зоні. Наприклад, в тепловому реакторі це — зменшення перерізу захоплення нейтронів зі зростанням температури, що є однією з фізичних причин від'ємного потужнісного коефіцієнта реактивності.
Очевидно, що k < k0, оскільки в кінцевому об'ємі внаслідок витоку втрати нейтронів обов'язково більші, ніж в нескінченному. Тому, якщо в речовині даного складу k0 < 1,то ланцюгова самопідтримувана реакція неможлива як в нескінченному, так і в будь-якому кінцевому об'ємі. Таким чином, k0 визначає принципову здатність середовища розмножувати нейтрони.
k0 для теплових реакторів можна визначити за так званою «формулою 4-х співмножників»:
{\displaystyle k_{0}=\mu \phi \theta \eta }, де
- μ — коефіцієнт розмноження на швидких нейтронах;
- φ — ймовірність уникнути резонансного захоплення;
- θ — коефіцієнт використання теплових нейтронів;
- η — вихід нейтронів на одне поглинання.

Об'єми сучасних енергетичних реакторів можуть сягати сотень м³ і визначаються головним чином не умовами критичності, а можливостями тепловідводу.
Критичний розмір ядерного реактора — розмір активної зони реактора в критичному стані.
Критична маса — маса речовини реактора, що перебуває в критичному стані.
Найменшу критичну масу мають реактори, в яких паливом слугують водні розчини солей чистих ізотопів з водяним відбивачем нейтронів. Для 235U ця маса дорівнює 0,8 кг, для 239Pu — 0,5 кг[джерело?]. Широко відомо, однак, що критична маса для реактора LOPO (перший в світі реактор на збагаченому урані), що мав відбивач з окису берилію, становила 0,565 кг[джерело?], попри те, що ступінь збагачення за ізотопом 235 був лише трохи більшим 14 %. Теоретично, найменшу критичну масу має 251Cf, для якого ця величина становить всього 10 г.
З метою зменшення витоку нейтронів, активній зоні надають сферичної або близької до сферичної форми, наприклад короткого циліндра або куба, тому що ці тіла мають найменше відношення площі поверхні до об'єму.
Попри те, що величина (e — 1) зазвичай невелика, роль розмноження на швидких нейтронах досить велика, оскільки для великих ядерних реакторів (К∞ — 1) << 1. Без цього процесу було б неможливо створити перші графітові реактори на природному урані.
Для початку ланцюгової реакції зазвичай досить нейтронів, народжених при спонтанному поділі ядер урану. Можна також використовувати зовнішні джерела нейтронів для запуску реактора, наприклад, суміші Ra і Be, 252Cf або інших речовин.

### Йодна яма
Йодна яма — стан ядерного реактора після його зупинки, що характеризується накопиченням короткоживучого ізотопу ксенону 135Xe, який є продуктом розпаду ізотопу йоду-135 (через що цей процес і дістав свою назву). Високий переріз захоплення теплових нейтронів ксеноном-135 призводить до тимчасової появи значної негативної реактивності, що, в свою чергу, робить складним вивід реактора на проєктну потужність протягом певного періоду після зупинки (близько 1-2 діб).

## Класифікація

### За призначенням
За характером використання ядерні реактори поділяються на:
- Енергетичні реактори, призначені для отримання електричної та теплової енергії, використовуваної в енергетиці, а також для опріснення морської води (реактори для опріснення також відносять до промислових). Основне застосування такі реактори отримали на атомних електростанціях. Теплова потужність сучасних енергетичних реакторів сягає 5 ГВт. В окрему групу виділяють:
  - Транспортні реактори, призначені для забезпечення енергією двигунів транспортних засобів. Найбільш широкі групи застосування — морські транспортні реактори, що застосовуються на підводних човнах і різних надводних суднах, а також реактори, що застосовуються в космічній техніці.
- Експериментальні реактори, призначені для вивчення різних фізичних величин, значення яких потрібно знати для проєктування та експлуатації ядерних реакторів; потужність таких реакторів не перевищує декількох кВт.
- Дослідницькі реактори, в яких потоки нейтронів і гамма-квантів, що утворюються в активній зоні, використовують для досліджень в області ядерної фізики, фізики твердого тіла, радіаційної хімії, біології, для випробування матеріалів, що мають працювати в інтенсивних нейтронних потоках (в тому числі деталей ядерних реакторів), для виробництва ізотопів. Потужність дослідних реакторів не перевищує 100 МВт. Енергію, що виділяється, зазвичай не використовують.
- Промислові (збройові, ізотопні) реактори, які використовують для напрацювання ізотопів, що застосовуються в різних галузях. Найбільш широко їх використовують для виробництва ядерних збройових матеріалів, наприклад 239Pu. Також до промислових відносять реактори, що їх використовують для опріснення морської води.

Часто реактори використовують для вирішення двох і більше різних завдань, в такому разі їх називають багатоцільовими. Наприклад, деякі енергетичні реактори, особливо на зорі атомної енергетики, призначалися здебільшого для експериментів. Реактори на швидких нейтронах можуть бути одночасно і енергетичними, і напрацьовувати ізотопи. Промислові реактори крім свого основного завдання часто виробляють електричну і теплову енергію.

### За спектром нейтронів
- Реактор на теплових (повільних) нейтронах («тепловий реактор»)
- Реактор на швидких нейтронах («швидкий реактор»)
- Реактор на проміжних нейтронах
- Реактор зі змішаним спектром

### За розміщенням палива
- Гетерогенні реактори, де паливо розміщується в активній зоні дискретно у вигляді блоків, між якими знаходиться сповільнювач;
- Гомогенні реактори, де паливо і сповільнювач становлять однорідну суміш (гомогенну систему).

У гетерогенному реакторі паливо і сповільнювач можуть бути просторово рознесені, зокрема, в порожнинному реакторі сповільнювач-відбивач оточує порожнину з паливом, що не містить сповільнювача. З ядерно-фізичної точки зору критерієм гомогенності/гетерогенності є не конструктивне виконання, а розміщення блоків палива на відстані, що перевищує довжину сповільнення нейтронів у цьому сповільнювачі. Так, реактори з так званими «тісними ґратками» розраховують як гомогенні, хоча в них паливо зазвичай відокремлене від сповільнювача.
Блоки ядерного палива в гетерогенному реакторі називають тепловидільними збірками (ТВЗ), які розміщуються в активній зоні у вузлах правильної ґратки, утворюючи стільник.

### За видом палива
- ізотопи урану 235U, 238U, 233U
- ізотоп плутонію 239Pu, також ізотопи 239-242Pu у вигляді суміші з 238U (MOX-паливо (mixed oxide — у перекладі із англ. — суміш оксидів)
- ізотоп торію 232Th (за допомогою перетворення в 233U)

За ступенем збагачення:
- природний уран
- слабко збагачений уран
- високо збагачений уран

За хімічним складом:
- металевий U
- UO2 (діоксид урану)
- UC (карбід урану) тощо.

### За видом теплоносія
- H2O (вода, див. Водно-водяний реактор)
- Газ (див. Графіто-газовий ядерний реактор)
- D2O (важка вода, див. Ядерний реактор на важкій воді, CANDU)
- Реактор з органічним теплоносієм
- Реактор з рідкометалевим теплоносієм
- Реактор на розплавах солей
- Реактор з твердим теплоносієм

### За родом сповільнювача
- С (графіт, див. Графіто-газовий ядерний реактор, Графіто-водяний реактор)
- H2O (вода, див. Легководний реактор, ВВЕР)
- D2O (важка вода, див. Важководний ядерний реактор, CANDU)
- Be, BeO
- Гідриди металів
- Без сповільнювача (див. Реактор на швидких нейтронах)

### За конструкцією
- Корпусні реактори
- Канальні реактори

### За способом генерації пари
- Реактор з зовнішнім парогенератором (Див. Водно-водяний реактор, ВВЕР)
- Киплячий реактор

### Класифікація МАГАТЕ
Міжнародне агентство з атомної енергії використовує таку класифікацію основних типів енергетичних ядерних реакторів згідно з застосовуваними в них матеріалами теплоносія і сповільнювача:
- PWR (pressurized water reactor) — водно-водяний реактор, в якому легка вода є теплоносієм і сповільнювачем (наприклад ВВЕР);
- BWR (boiling water reactor) — киплячий реактор, в якому, на відміну від PWR, утворення пари, що подається на турбіни, відбувається безпосередньо в реакторі;
- FBR (fast breeder reactor) — реактор-розмножувач на швидких нейтронах, що не вимагає наявності сповільнювача;
- GCR (gas-cooled reactor) — газоохолоджуваний реактор. У ролі сповільнювача використовується як правило графіт;
- LWGR (light water graphite reactor) — графіто-водяний реактор, наприклад РБМК;
- PHWR (pressurised heavy water reactor) — важководний реактор;
- HTGR (high-temperature gas-cooled) — високотемпературний газоохолоджуваний реактор;
- HWGCR (heavy water-moderated, gas-cooled reactor) — газоохолоджуваний реактор з важководним сповільнювачем;
- HWLWR (heavy water-moderated, boiling light-water-cooled reactor) — киплячий реактор зі сповільнювачем з важкої води;
- PBMR (Pebble bed modular reactor) — модульний реактор з кульовими ТВЕЛами;
- SGHWR (Steam-Generating Heavy Water Reactor) — киплячий важководний реактор.

#### За поколіннями
- Реактор I покоління (ранні прототипи, такі як Атомна електростанція Шиппінгпорт[en], дослідницькі реактори, некомерційні енергетичні реактори)
- Реактор II покоління (переважна більшість сучасних атомних електростанцій, 1965—1996)
- Реактор III покоління (еволюційні вдосконалення існуючих конструкцій, 1996—2016)
- Реактор III+ покоління (еволюційний розвиток реакторів Gen III, що пропонує покращення безпеки порівняно з конструкціями реакторів Gen III, 2017—2021)[8]
- Реактор IV покоління (технології, які ще розробляються; невідома дата початку, див. нижче)[9]
- Реактор V покоління (конструкції, які теоретично можливі, але які наразі не розглядаються та не досліджуються).

У 2003 році, Комісаріат атомної енергетики Франції (CEA) першим посилався на тип «Gen II» у Nucleonics Week.
Перша згадка «Gen III» була в 2000 році, разом із запуском планів Generation IV International Forum (GIF).
«Gen IV» було названо в 2000 році Міністерством енергетики США (DOE), для розробки нових типів станцій.

#### За станом палива
- Тверде паливо
- Рідке паливо
  - Водний гомогенний реактор[en]
  - Реактор на розплавах солей
- Газоподібне паливо[en] (теоретичне)

#### За формою активної зони
- Кубічні
- Циліндричні
- Октогональні
- Сферичні
- Плита
- Кільце

### Технології майбутнього та розвитку

#### Удосконалені реактори
Понад десяток перспективних конструкцій реакторів знаходяться на різних стадіях розробки. Деякі з них є еволюційними в порівнянні з вищезазначеними конструкціями PWR, BWR і PHWR, деякі є більш радикальними відхиленнями. Перші включають удосконалений киплячий реактор (ABWR), два з яких зараз працюють разом з іншими, що будуються, і запланований пасивно безпечний економічний спрощений киплячий реактор (ESBWR) і блоки AP1000 (див. Програму ядерної енергетики 2010).
- Інтегральний швидкий реактор[en] (ІФР) був побудований, випробуваний і оцінений протягом 1980-х років, а потім знятий з експлуатації під час адміністрації Клінтона в 1990-х роках через політику адміністрації щодо нерозповсюдження ядерної зброї. Переробка відпрацьованого палива є основою його конструкції, тому він виробляє лише частину відходів нинішніх реакторів[13].
- Реактор на гранульованому паливі, високотемпературний газоохолоджувальний реактор (HTGCR), розроблений таким чином, що високі температури зменшують вихідну потужність за рахунок доплерівського розширення нейтронного перерізу палива. Він використовує керамічне паливо, тому його безпечні робочі температури перевищують температурний діапазон зниження потужності. Більшість конструкцій охолоджуються інертним гелієм. Гелій не піддається паровим вибухам, протистоїть поглинанню нейтронів, що призводить до радіоактивності, і не розчиняє забруднення, які можуть стати радіоактивними. Типові конструкції мають більше шарів (до 7) пасивної оболонки, ніж легководні реактори (зазвичай 3). Унікальна особливість, яка може сприяти безпеці, полягає в тому, що паливні кульки фактично утворюють механізм активної зони та замінюються одна за одною в міру старіння. Конструкція палива робить переробку палива дорогою.
- Малий герметичний транспортабельний автономний реактор[en] (SSTAR), що в основному досліджується та розробляється в США, призначений як пасивно безпечний реактор-розмножувач на швидких нейтронах , який можна віддалено вимкнути, якщо виникне підозра, щодо втручань у його роботу.
- Удосконалений чистий і безпечний для навколишнього середовища реактор[en] (CAESAR) — це концепція ядерного реактора, у якому сповільнювачем використовується пара. Ця конструкція все ще розробляється.
- Водяний реактор зі зниженим сповільненням[en] ґрунтується на удосконаленому реакторі з киплячою водою (ABWR), який зараз використовується, це не повний швидкий реактор, натомість він використовує переважно епітеплові нейтрони, які за швидкістю знаходяться між тепловими та швидкими нейтронами.
- Водневий саморегульований ядерний енергетичний модуль[en] (HPM) — це реактор, розроблений Національною лабораторією Лос-Аламоса, який використовує гідрид урану як паливо.
- Підкритичні реактори розроблені як безпечніші та стабільніші, але створюють низку інженерних та економічних труднощів. Одним із прикладів є підсилювач енергії.
- Реактори на основі торію — Торій-232 можна перетворити на U-233 у спеціально розроблених для цього реакторах. Таким чином, торій, якого у природі міститься в чотири рази більше, ніж урану, може бути використаний для розмноження ядерного палива U-233[14]. Вважається також, що U-233 має сприятливі ядерні властивості порівняно з традиційно використовуваним U-235, включаючи кращу економію нейтронів і менше виробництво довгоіснуючих трансуранових відходів.
  - Удосконалений важководний реактор[en] (AHWR) — запропонований важководний ядерний енергетичний реактор із сповільнювачем, який буде проектом наступного покоління типу PHWR. Розробляється в Центрі атомних досліджень Бхабха[en] (BARC), Індія.
  - KAMINI[en] — унікальний реактор, що використовує як паливо ізотоп урану-233. Створено в Індії BARC і Центром атомних досліджень імені Індіри Ганді (IGCAR[en]).
  - Індія також планує будувати реактори на швидких розмножувачах з використанням паливного циклу торій-уран-233. FBTR (Fast Breeder Test Reactor), що працює в Калпаккамі[en] (Індія), використовує плутоній як паливо та рідкий натрій як теплоносій.
  - Китай, який контролює родовище Cerro Impacto[en], має реактор і сподівається замінити вугільну енергію ядерною[15].

Rolls-Royce планує продавати ядерні реактори для виробництва синтетичного палива для літаків.

#### Реактори IV покоління
Реактори IV покоління являють собою набір теоретичних конструкцій ядерних реакторів. Як правило, очікується, що вони не будуть доступні для комерційного використання раніше 2040—2050 років, хоча Всесвітня ядерна асоціація припустила, що деякі з них можуть почати комерційну експлуатацію до 2030 року. Поточні реактори, що працюють у всьому світі, як правило, вважаються системами другого або третього покоління, причому системи першого покоління давно вийшли з експлуатації. Дослідження цих типів реакторів було офіційно розпочато Міжнародним форумом Generation IV (GIF) на основі восьми технологічних цілей. Основними цілями є підвищення ядерної безпеки, підвищення стійкості до розповсюдження, мінімізація відходів і використання природних ресурсів, а також зниження вартості будівництва та експлуатації таких станцій.
- Газоохолоджуваний швидкий реактор[en]
- Реактор на швидких нейтронах зі свинцевим теплоносієм
- Реактор на розплавах солей
- Швидкий реактор з натрієвим охолодженням[en]
- Реактор з надкритичною водою
- Високотемпературний газоохолоджувальний реактор

#### Реактори V+ покоління
Реактори V покоління є теоретично можливими конструкціями, але які зараз активно не розглядаються та не досліджуються. Хоча деякі реактори V покоління потенційно можуть бути побудовані за поточною або найближчою технологією, вони не викликають великого інтересу з міркувань економічності, практичності чи безпеки.
- Рідинноядерний реактор. Ядерний реактор із замкнутою системою циклу, в якому матеріалом, що розщеплюється, є розплавлений уран або розчин урану, охолоджений робочим газом, який закачується через отвори в основі захисної оболонки.
- Газовий реактор[en]. Версія ракети ядерною лампочкою[en] із замкнутим контуром, де матеріалом, що розщеплюється, є газоподібний гексафторид урану, що міститься в ємності з розплавленого кремнезему. Робочий газ (наприклад, водень) буде обтікати цю посудину і поглинати ультрафіолетове світло, яке утворюється в результаті реакції. Ця конструкція реактора також може функціонувати як ракетний двигун, як описано в науково-фантастичному романі Гаррі Гаррісона «Скайфол» 1976 року. Теоретично використання UF6 як робочого палива напряму (а не як етап до одного, як це робиться зараз) означало б менші витрати на переробку та дуже маленькі реактори. На практиці робота реактора з такою високою густиною потужності, ймовірно, створить некерований потік нейтронів, послаблюючи більшість матеріалів реактора, і, отже, оскільки потік буде подібним до того, який очікується в термоядерних реакторах, для цього знадобляться матеріали, подібні до тих, які вибирає International Fusion Materials Irradiation Facility[en].
  - ЕМ реактор з газовою зоною. Як і в газовому реакторі, але з фотоелектричними батареями, які перетворюють ультрафіолетове світло безпосередньо в електрику[19]. Цей підхід подібний до експериментально підтвердженого фотоелектричного ефекту, який перетворював би рентгенівське випромінювання, утворене нейтронним термоядерним синтезом, на електрику, пропускаючи високоенергетичні фотони через масив провідної фольги для передачі частини їхньої енергії електронам, енергії фотона вловлюється електростатично, подібно до конденсатора. Оскільки рентгенівське випромінювання може проходити крізь матеріал значно більшої товщини, ніж електрони, для поглинання рентгенівського випромінювання потрібні сотні або тисячі шарів[20].
- Фрагментарний реактор поділу[en]. Реактор з фрагментами поділу — це ядерний реактор, який генерує електроенергію шляхом уповільнення іонного пучка побічних продуктів поділу замість використання ядерних реакцій для генерування тепла. Таким чином, він обходить цикл Карно і може досягти ККД до 90 % замість 40–45 %, досягнутих ефективними тепловими реакторами з турбінним приводом. Іонний пучок фрагментів поділу пропускатиметься через магнітогідродинамічний генератор для виробництва електрики.
- Гібридний ядерний синтез[en]. Використовував би нейтрони, випромінювані в результаті термоядерного синтезу, для розщеплення шару родючого матеріалу, як-от U-238 або Th-232, і перетворення відпрацьованого ядерного палива/ядерних відходів інших реакторів у відносно більш доброякісні ізотопи.

#### Реактори синтезу
Керований ядерний синтез можна в принципі використовувати на термоядерних електростанціях для виробництва енергії без складнощів поводження з актиноїдами, але значні наукові та технічні перешкоди залишаються. Незважаючи на те, що дослідження були розпочаті в 1950-х роках, до 2050 року не очікується жодного комерційного термоядерного реактора. Зараз проект ITER веде роботу з використання енергії термоядерного синтезу. Проте, наприкінці жовтня 2023 року, як повідомило видання Science, в Японії вже було запущено найновіший і найбільший у світі реактор термоядерного синтезу JT-60SA. Також, ще раніше, в 2020 році Китай запустив свій експериментальний реактор ядерного синтезу HL-2M Tokamak та Huanliu-3 в 2024 році.

## Матеріали реакторів
Матеріали, з яких будують реактори, що працюють при високій температурі в полі нейтронів, γ-квантів і уламків поділу. Тому для реакторобудування придатні не всі матеріали, застосовувані в інших галузях техніки. При виборі реакторних матеріалів враховують їх радіаційну стійкість, хімічну інертність, переріз поглинання та інші властивості.
| Матеріал        | Щільність, г/см³ | Макроскопічний переріз поглинання Їм−1 | Макроскопічний переріз поглинання Їм−1 |
| --------------- | ---------------- | -------------------------------------- | -------------------------------------- |
| Матеріал        | Щільність, г/см³ | теплових нейтронів                     | нейтронів спектру ділення              |
| Алюміній        | 2,7              | 1,3                                    | 2,5× 10−3                              |
| Магній          | 1,74             | 0,14                                   | 3× 10−3                                |
| Цирконій        | 6,4              | 0,76                                   | 4× 10−2                                |
| Неіржавна сталь | 8,0              | 24,7                                   | 1× 10−1                                |

Оболонки Твелів, канали, сповільнювачі (відбивачі) виготовляють з матеріалів з невеликими перерізами поглинання. Застосування матеріалів, що слабко поглинають нейтрони, знижує непродуктивну витрату нейтронів, зменшує завантаження ядерного палива і збільшує коефіцієнт відтворення КВ. Для поглинаючих стрижнів, навпаки, придатні матеріали з великим перерізом поглинання. Це значно скорочує кількість стрижнів, необхідних для управління реактором.
Швидкі нейтрони, γ-кванти і уламки поділу ушкоджують структуру речовини. Так, у твердій речовині швидкі нейтрони вибивають атоми з кристалічної ґратки або зрушують їх з місця. Внаслідок цього погіршуються пластичні властивості і теплопровідність матеріалів. Складні молекули під дією випромінювання розпадаються на більш простіші молекули або складові атоми. Наприклад, вода розкладається на кисень і водень. Це явище відоме під назвою радіолізу води.
Радіаційна нестійкість матеріалів менше позначається при високих температурах. Рухливість атомів стає настільки великою, що ймовірність повернення вибитих з кристалічної ґратки атомів на своє місце або рекомбінації водню і кисню в молекулу води помітно збільшується. Так, радіоліз води несуттєвий в енергетичних некиплячих реакторах (наприклад, ВВЕР), тоді як у потужних дослідницьких реакторах виділяється значна кількість гримучої суміші. У реакторах є спеціальні системи для її спалювання.
Реакторні матеріали контактують між собою (оболонка Твелу з теплоносієм і ядерним паливом, тепловидільні касети — з теплоносієм і сповільнювачем і т. д.). Природно, що матеріали, які контактують, мають бути хімічно інертними (сумісними). Прикладом несумісності є уран і гаряча вода, що вступають у хімічну реакцію.
Одним із чинників руйнування матеріалів реактора є іонізуюче випромінювання.
У більшості матеріалів міцнісні властивості різко погіршуються зі збільшенням температури. В енергетичних реакторах конструкційні матеріали працюють при високих температурах.
Це обмежує вибір конструкційних матеріалів, особливо для тих деталей енергетичного реактора, які повинні витримувати високий тиск

## Вигорання і відновлення ядерного палива
У процесі роботи ядерного реактора через накопичення в паливі уламків поділу змінюється його ізотопний і хімічний склад, відбувається утворення трансуранових елементів, головним чином ізотопів Pu. Вплив осколків поділу на реактивність ядерного реактора називають отруєнням (для радіоактивних уламків) і зашлаковуванням (для стабільних ізотопів).
Основна причина отруєння реактора — 135Xe, має найбільший переріз поглинання нейтронів (2,6× 106 барн). Період напіврозпаду 135Xe T1/2 = 9,2 год; вихід при розподілі становить 6-7 %. Основна частина 135Xe утворюється в результаті розпаду 135I (T1/2 = 6,8 год). При отруєнні Кеф змінюється на 1-3 %. Великий переріз поглинання 135Xe і наявність проміжного ізотопу 135I призводять до двох важливих явищ:
1. До збільшення концентрації 135Xe і, отже, до зменшення реактивності реактора після його зупинки або зниження потужності («йодна яма»), що робить неможливими короткочасні зупинки і коливання вихідної потужності. Цей ефект долається введенням запасу реактивності в органах регулювання. Глибина і тривалість йодної ями залежать від потоку нейтронів Ф: при Ф = 5× 1018 нейтронів/(см2·с) тривалість йодної ями 30 год, а глибина вдвічі перевершує стаціонарну зміну Кеф, викликану отруєнням 135Xe.
2. Через отруєння можуть відбуватися просторово-часові коливання нейтронного потоку Ф, а, отже, і потужності реактора. Ці коливання виникають при Ф > 1018 нейтронів/(см²·с) та великих розмірах реактора. Періоди коливань 10 год.

При поділі ядер виникає велике число стабільних осколків, які відрізняються перерізами поглинання в порівнянні з перерізами поглинання подільного ізотопу. Концентрація осколків з великим значенням перерізу поглинання досягає насичення протягом перших кількох діб роботи реактора. Головним чином це 149Sm, змінює Кеф на 1 %). Концентрація уламків з малим значенням перерізу поглинання і від'ємна реактивність, яку вони вносять, зростають лінійно в часі.
Утворення трансуранових елементів в ядерному реакторі відбувається за такими схемами:
1. 235U + n → 236U + n → 237U →(7 діб)→ 237Np + n → 238Np →(2,1 діб)→ 238Pu
2. 238U + n → 239U →(23 хв)→ 239Np →(2,3 добу)→ 239Pu (+осколки) + n → 240Pu + n → 241Pu (+осколки) + n → 242Pu + n → 243Pu →(5 год)→ 243Am + n → 244Am →(26 хв)→ 244Cm

Час між стрілками позначає період напіврозпаду, «+n» означає поглинання нейтрона.
На початку роботи реактора відбувається лінійне накопичення 239Pu, причому тим швидше (при фіксованому вигорянні 235U), чим менше збагачення урану. Далі концентрація 239Pu прагне до постійної величини, яка не залежить від ступеня збагачення, а визначається відношенням перерізів захоплення нейтронів 238U і 239Pu. Характерний час встановлення рівноважної концентрації 239Pu ~ 3/Ф років (Ф в од. 1013 нейтронів/см²×с). Ізотопи 240Pu, 241Pu досягають рівноважної концентрації лише при повторному спалюванні пального в ядерному реакторі після регенерації ядерного палива.
Вигоряння ядерного палива характеризують сумарною енергією, що виділилась у реакторі на 1 тонну палива. Ця величина становить:
- 10 Гвт·добу/т — реактори на важкій воді;
- 20-30 Гвт·добу/т — реактори на низькозбагаченому урані (2-3 % 235U);
- до 100 Гвт·добу/т — реактори на швидких нейтронах.

Вигоряння 1 Гвт·добу/т відповідає згорянню 0,1 % ядерного палива.
У міру вигоряння палива реактивність реактора зменшується. Вигоріле паливо міняють відразу в усій активній зоні або поступово, залишаючи в роботі Твели різного «віку».
У разі повної заміни палива, реактор має надлишкову реактивність, яку потрібно компенсувати, тоді як у другому випадку компенсація потрібна тільки при першому пуску реактора. Безперервне перевантаження дозволяє підвищити глибину вигорання, тому що реактивність реактора визначається середніми концентраціями ізотопів, що діляться.
Маса завантаженого палива перевершує масу вивантаженого за рахунок «ваги» енергії, що виділилася. Після зупинки реактора, спочатку головним чином за рахунок поділу запізнілими нейтронами, а потім, через 1-2 хв, за рахунок β — і γ-випромінення уламків поділу і трансуранових елементів, у паливі триває виділення енергії. Якщо реактор працював досить довго до моменту зупинки, то через 2 хв після зупинки виділення енергії становить близько 3 %, через 1 год — 1 %, через добу — 0,4 %, через рік — 0,05 % від початкової потужності.
Відношення кількості ізотопів Pu які діляться, що утворилися в ядерному реакторі, до кількості вигорілого 235U називається коефіцієнтом конверсії KK. Величина KK збільшується при зменшенні збагачення і вигорання. Для важководного реактора на природному урані, при вигорянні 10 ГВт·добу/т KK = 0,55, а при невеликих вигоряннях (в цьому випадку KK називається початковим плутонієвим коефіцієнтом) KK = 0,8. Якщо ядерний реактор спалює і виробляє одні і ті ж ізотопи (реактор-розмножувач), то відношення швидкості відтворення до швидкості вигоряння називається коефіцієнтом відтворення КВ. В ядерних реакторах на теплових нейтронах КВ < 1, а для реакторів на швидких нейтронах КВ може досягати 1,4-1,5. Зростання КВ для реакторів на швидких нейтронах пояснюється головним чином тим, що, особливо в разі 239Pu, для швидких нейтронів g зростає, а падає.

## Управління ядерним реактором
Управління ядерним реактором можливе тільки завдяки тому, що частина нейтронів при поділі вилітає з уламків з запізненням, яке може скласти від кількох мілісекунд до декількох хвилин.
Для управління реактором використовують поглинальні стрижні, що вводяться в активну зону, виготовлені з матеріалів, які сильно поглинають нейтрони (в основному В, Cd і деякі інші) і/або розчин борної кислоти, у певній концентрації, що додається у теплоносій (борне регулювання). Рух стрижнів керується спеціальними механізмами, приводами, що працюють за сигналами від оператора або апаратури автоматичного регулювання нейтронного потоку.
Ядерні реактори проєктують так, щоб у будь-який момент часу процес поділу перебував у стійкій рівновазі щодо малих змін параметрів, що впливають на реактивність. Таким чином, випадкова зміна швидкості ядерної реакції гаситься, а викликана переміщенням керівних стрижнів або повільною зміною інших параметрів приводить до квазістаціонарних змін потужності реактора.
На випадок різних аварійних ситуацій у кожному реакторі передбачено екстрене припинення ланцюгової реакції, здійснюване скиданням в активну зону всіх поглинальних стрижнів — система аварійного захисту.

## Залишкове тепловиділення
Важливою проблемою, безпосередньо пов'язаною з ядерною безпекою, є залишкове тепловиділення. Це специфічна особливість ядерного палива, яка полягає в тому, що після припинення ланцюгової реакції ділення і звичайної для будь-якого енергоджерела теплової інерції, виділення тепла в реакторі ще триває довгий час, що створює низку технічно складних проблем.
Залишкове тепловиділення є наслідком β- і γ- розпаду продуктів поділу, які накопичилися в паливі за час роботи реактора. Ядра продуктів поділу внаслідок розпаду переходять в більш стабільний або повністю стабільний стан з виділенням значної енергії.
Хоча потужність залишкового тепловиділення швидко спадає до величин, малих у порівнянні зі стаціонарними значеннями, у потужних енергетичних реакторах вона значна в абсолютних величинах. З цієї причини залишкове тепловиділення спричиняє необхідність тривалий час забезпечувати тепловідведення від активної зони реактора після його зупинки. Ця задача вимагає наявності в конструкції реакторної установки систем розхолоджування з надійним електропостачанням, а також обумовлює необхідність тривалого (протягом 3-4 років) зберігання відпрацьованого ядерного палива у сховищах зі спеціальним температурним режимом — басейнах витримки, які зазвичай розташовуються в безпосередній близькості від реактора.

## Аварії на АЕС
За час експлуатації відбулося кілька серйозних аварій на таких установках, наймасштабніша 1986 року на атомній електростанції в Чорнобилі (Чорнобильська катастрофа), де відбувся витік, що викликав пожежу й радіоактивне зараження великої території.
У Гаррісберзі, Пенсільванія, США, у 1979 відбулася аварія на АЕС Три-Майл-Айленд через електричне, механічне ушкодження і помилки оператора, внаслідок якої відбувся витік радіоактивної речовини.
У 1957 в Англії (Віндскейл) була зруйнована серцевина реактора, відбувся викид радіоактивної речовини в атмосферу.
Аварія на Першій Фукусімській АЕС, Фукусіма-1, в Японії, яка сталася в березні 2011 року і відбулася відразу на чотирьох блоках. Вона супроводжувалася руйнуванням реакторного відділення, внаслідок чого відбувся викид радіоактивних речовин в атмосферу і водне середовище, що з урахуванням високої густоти заселення забруднених районів створило загрозу катастрофічних наслідків для місцевого населення — зокрема, і для країни — в цілому.